# João Maciel
João Luís Maciel (* 28. Mai 1978) ist ein brasilianischer Beachvolleyballspieler.

## Karriere
João Maciel spielte seit 2004 international Beachvolleyball. 2007 bildete er ein Duo mit Bruno Schmidt. Nach einem neunten und fünften Platz bei den Challenger-Turnieren in Brünn und Zypern gewannen Bruno/Maciel das Satellite-Turnier in Lausanne. Bei den Fortaleza Open spielten sie ihr erstes Turnier der FIVB World Tour. 2008 unterlagen sie bei drei Open-Turnieren in der „Country Quota“ und wurden 17. in Barcelona. Es folgten ein vierter Platz beim Challenger in Brünn und eine Finalteilnahme beim Lausanne Satellite. Anschließend kamen Bruno/Maciel als Siebte der Marseille Open erstmals bei der World Tour in die Top Ten. Das gelang ihnen auch bei ihren ersten Grand Slams in Gstaad und Klagenfurt. In Kristiansand unterlagen sie erst im Finale den Spaniern Herrera/Mesa. Anschließend wurden sie noch Siebte auf Mallorca und Vierte in Guarujá. Bei der Weltmeisterschaft 2009 in Stavanger kamen sie als Gruppenzweite in die erste Hauptrunde, die sie gegen die Letten Samoilovs/Sorokins verloren. Auf der World Tour wurden sie Fünfte in Marseille und Stare Jabłonki sowie dreimal Neunte.
2010 spielte Maciel mit Márcio Araújo und 2011 zunächst mit Fábio Luiz. Den Rest der Saison absolvierte Maciel mit seinem früheren Partner Bruno Schmidt. Die besten Ergebnisse erzielte das Duo dabei mit dem neunten Platz in Québec und dem vierten Rang in Klagenfurt.